# Cirrhilabrus rubrisquamis
Cirrhilabrus rubrisquamis е вид лъчеперка от семейство Labridae.

## Разпространение
Видът е разпространен в Британска индоокеанска територия, Малдиви и Шри Ланка.